# Doprava Ústeckého kraje
Doprava Ústeckého kraje (DÚK) je integrovaný dopravní systém, zahrnující železniční, autobusové a lodní linky a některé MHD v Ústeckém kraji. Pokrývá celé území Ústeckého kraje a na některých místech přesahuje i do krajů sousedních.
Integrace spočívá v zavedení jednotného tarifu, smluvních přepravních podmínek, číslování linek, některých součástí informačního systému pro cestující, v projektování linkového vedení, návazností a prokladů mezi spoji různých linek a druhů dopravy.
Zřizovatelem Dopravy Ústeckého kraje je Ústecký kraj.

## Název systému
Do roku 2014 bylo pro propojený systém regionální dopravy používáno obecné označení „dopravní obslužnost Ústeckého kraje“. V souvislosti s plánovanou tarifní integrací vyhlásil Ústecký kraj 8. ledna 2014 anketu o novém názvu systému, přičemž hledal „poutavý, pokud možno hravý a kreativní název“. V anketě bylo možno vybrat jednu ze čtyř možností nebo navrhnout novou, pátou. Nabízené možnosti byly „Severní dopravní systém“, „Trasy severem“, „Jedeme! (Severní dopravní systém)“ a „Dopravní systém Ústeckého kraje“.
2. května 2014 kraj zveřejnil název a logo nového systému. Z ankety vzešel název „Doprava Ústeckého kraje“. Logo je tvořeno čtyřmi šipkami různých barev směřujícími ze středu do čtyř stran, z níž každá symbolizuje druh dopravního prostředku integrovaného v DÚK (zelená autobusy, žlutá trolejbusy/tramvaje, červená vlaky a modrá lodě). Dosavadní webovou adresu doprava.kr-ustecky.cz nahradila doména www.dopravauk.cz.

## Historie

### První pokus o IDS
V Ústeckém kraji existoval od poloviny roku 2002 koordinátor IDS (IDS Ústeckého kraje, a. s.) a IDS Ústeckého kraje, který integroval více různých dopravců. Koordinátor byl 26. listopadu 2004 přijat do ČAOVD, 19. října 2006 z důvodu ukončení své činnosti z asociace opět vystoupil. Činnost tohoto IDS byla po několika letech krajem pozastavena. Jedním z důvodů zániku IDS údajně bylo, že mezi podílníky společnosti, která jej organizovala, nebyli zastoupení dopravci.

### Clearing
Na začátku května 2008 jako pilotní projekt byla zahájena vzájemná akceptace čipové karty mezi dvěma dopravci, jimiž byli Dopravní podnik měst Mostu a Litvínova, a.  s. a ČSAD Slaný, a. s. Tito dopravci byli vybráni proto, že používali odbavovací zařízení téhož výrobce a oba již mají zkušenosti s clearingem v rámci jiných krajů.

### Příprava IDS
Vlastnímu zavedení IDS předcházely příměstské IDS v okolí některých měst s MHD, zavedení odbavování pomocí čipových karet u některých dopravců, zavedení síťové turistické jízdenky Elbe/Labe a postupná optimalizace veřejné dopravy v kraji, zejména zavedení taktových jízdních řádů s návaznostmi v regionální i dálkové dopravě. V rámci optimalizace také bylo v informačním systému zavedeno zjednodušené označování regionálních autobusových linek trojcifernými čísly (zpravidla poslední trojčíslí licenčního čísla linky) a označení regionálních i dálkových linek železniční dopravy pod společnou značkou RegioTakt Ústecký kraj.
Kraj začátkem roku 2014 oslovil města s vlastní MHD a nabídl jim kompenzaci případného propadu tržeb, pokud se připojí ke krajskému systému. V polovině srpna 2014 byl kraj nejdále v jednáních s Ústím nad Labem a Teplicemi, naopak nejhorší jednání nebo takřka žádná byla s Děčínem, Chomutovem a Jirkovem.

### Po spuštění IDS
Od 1. ledna 2015, tedy současně se zavedením tarifu DÚK, je do Dopravy Ústeckého kraje integrována MHD Teplice.
K 1. lednu 2015 přestala ústecká MHD obsluhovat některé obce, například Chabařovice, Přestanov, Krupku, Stebno, Řehlovice či Dubice. Časové dvou- a vícezónové papírové kupony s platností 30 dní vydané Dopravním podnikem města Ústí nad Labem začaly platit kromě autobusů DPmÚL též v autobusech společností BusLine, Arriva Teplice a ČSAD Slaný ve vyznačených zónách (112 Řehlovice, 113 Stebno, 115 Habrovany, 116 Dubice, 121 Chlumec, 122 Přestanov, 123 Chabařovice a 431 Krupka). Časová jízdenka MHD pro zónu 101 však neplatila v této zóně v autobusech BusLine a Arriva Teplice. Zvláštní tarifní režim platil pro linku 456 Ústí nad Labem - Hostovice - Stebno - Chvalov. Na ní v úseku Mírové náměstí/Hlavní nádraží - Hostovice platí až do zastávky Milbohov, hájovna i jednotlivé jízdenky MHD a časové jízdenky MHD pro zónu 101, mimo SMS jízdenek a SEJF.
1. ledna 2016 došlo k částečné integraci Ústí nad Labem. V první fázi jsou vzájemně uznávány papírové jízdní doklady, a to jak jednotlivé jízdenky, tak časové. Papírové vícedenní jízdenky a průkazky jsou vzájemně uznávány v rámci své časové a územní platnosti. Jednotlivé papírové jízdenky DÚK jsou v ústecké MHD uznávány plně. Jednotlivé jízdenky z městské hromadné dopravy jsou v zelených autobusech DÚK uznávány pouze v případě, pokud jsou již předtím označeny ve vozidle MHD. Bezkontaktní čipové karty Dopravy Ústeckého kraje mají být v autobusech a trolejbusech ústecké MHD  uznávány až od chvíle, kdy Dopravní podnik města Ústí nad Labem vybaví svá vozidla novým odbavovacím systémem.
1. července 2016 došlo k plné integraci MHD Děčín a MHD Bílina do integrovaného systému DÚK.
11. prosince 2016 došlo k integraci MHD Chomutova a Jirkova a následné přečíslování linek na řadu 3xx, poslední dvojčíslí, ale bude stejné, např. z linky 01 se stane 301, z 40 se stane 340, atd. Důvodem přečíslování linek je, aby nebylo v kraji více linek stejného čísla.
České dráhy byly od roku 2016 částečně integrovány do systému DÚK včetně rychlíků (mimo vlaky EC).
Od začátku platnosti jízdního řádu 2020 jsou ČD integrovány plně - uznávají i jízdní doklady na BČK DÚK (Bezkontaktní čipová karta Dopravy Ústeckého kraje).
Od března 2020 je spuštěn centrální dispečink DÚK. Byl zřízen pro řešení mimořádných událostí v provozu veřejné dopravy Ústeckého kraje. Cestujícím může poskytnout informaci o aktuální poloze spoje, na který čekají, zajistit pozdržení garantovaného přípoje nebo poradit s výběrem náhradního spojení za zpožděný nebo nejedoucí spoj. Pro cestující je dostupný na telefonním čísle +420 475 657 657. 
Od července je plně integrována MHD Ústí nad Labem (plně funkční systém Check-In/Check-Out, prodej jízdních dokladů do celé sítě DÚK, akceptace elektronického kuponu na BČK DÚK.

## Typy odbavení

### Papírové jízdní doklady
Na území celého IDS jsou uznavány papírové jízdní doklady s povinným označením "Jízdní doklad DÚK". Papírový jízdní doklad lze zakoupit u všech integrovaných dopravců. Úhrada jízdného je možná hotově, elektronickou peněženkou BČK DÚK a u části dopravců bezkontaktní bankovní kartou nebo pomocí Apple Pay/Google Pay.

### Bezkontaktní čipová karta Dopravy Ústeckého kraje
Bezkontaktní čipová karta Dopravy Ústeckého kraje (BČK DÚK) je bezkontaktní karta sloužící jako:
1. Nosič elektronického jízdního dokladu.
2. Nosič elektronické peněženky.

Je vydávána ve verzích:
- Anonymní - bez údajů o držiteli, přenosná, bez možnosti nahrání zlevněných časových kuponů.
- Personifikovaná - s fotografií a identifikací držitele, nepřenosná, s možností nahrání zlevněných časových kuponů.

#### Elektronický jízdní doklad BČK DÚK
Elektronický jízdní doklad DÚK je elektronický záznam na BČK DÚK prováděný dopravci buď na předprodejních místech, nádražích nebo ve vybraných vozidlech (např. linkové autobusy DÚK). Od jízdního řádu 2019/2020 je elektronický jízdní doklad uznáván ve většině zapojených dopravcích DÚK včetně Českých drah. Elektronický jízdní doklad DÚK není uznáván v MHD Mostu a Litvínova.

#### Elektronická peněženka BČK DÚK
Na BČK DÚK je možné nahrát hotovost formou elektronické peněženky (podobně jako např. na In-Kartu Českých drah) a tento kredit použít k úhradě jízdného. Při úhradě jízdného BČK DÚK dostává cestující slevu až 10 % z ceny jízdného dle tarifu DÚK. Úhrady z elektronické peněženky BČK DÚK zatím nelze využít v MHD Mostu a Litvínova.

### Platební karty, Apple Pay a Google Pay
U vybraných dopravců lze jízdné uhradit bezkontaktní platební kartou nebo pomocí Apple Pay a Google Pay. Vozidla umožňující tuto funkcionalitu bývají zpravidla označena piktogramem bezkontaktního placení. Na jízdné hrazené platební kartou je poskytována stejná sleva jako při platbě BČK DÚK dle tarifu DÚK. Tato sleva je poskytována i při nákupu jednotlivého papírového jízdního dokladu na pokladnách vlakových dopravců.
Vybrané MHD (Děčín, Ústí nad Labem) využívají vlastní systém odbavení pomocí platební karty jako nosiče časové elektronické jízdenky výhradně v rámci daného dopravního podniku. Tyto jízdenky nelze použít ve vlacích nebo autobusech jiných dopravců. 

### Mobilní aplikace DÚKapka

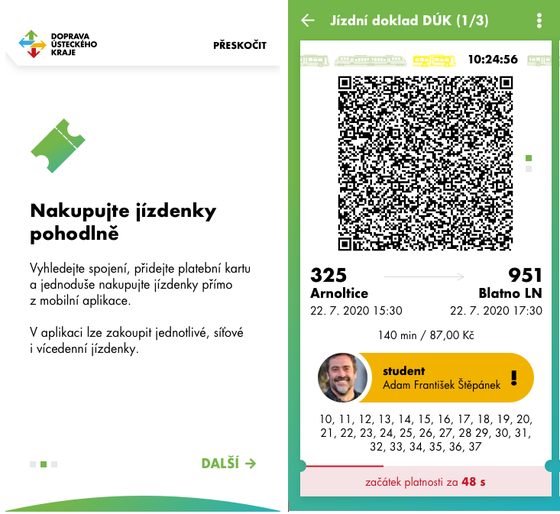
DÚKapka

DÚKapka je mobilní aplikace pro systémy iOS a Android. Aplikace umožňuje bez ověření profilu nákup jednotlivých jízdních dokladů, jednodenních síťových jízdních dokladů, a plnocenných časových kuponů o délce 7, 30, a 90 dní. Po ověření profilu na jednom z informačních center DÚK je možno nakupovat i zlevněné časové kupony u osob, které na ně mají nárok. Úhrada jízdného je možná pomocí platební karty nebo platební službou Apple Pay. Aplikace umožňuje vyhledat spojení, navrhnout konkrétní jízdné pro danou relaci nebo informovat o výlukách v jízdních řádech, polohách zastávek a kontaktních míst v rámci DÚK. Odbavení probíhá pomocí 2D/QR kódu a jízdenka obsahuje ochranné prvky proti padělání. V nulté fázi provozu aplikace probíhala kontrola jízdného vizuálně (pohledem řidiče), avšak dnes již je jízdní doklad kontrolován u vybraných dopravců strojově (zejména u všech železničních dopravců, ČSAD Slaný na Teplicku a DSÚK ve vozech vybavených odbavovacím zařízením Telmax FCS 2000).

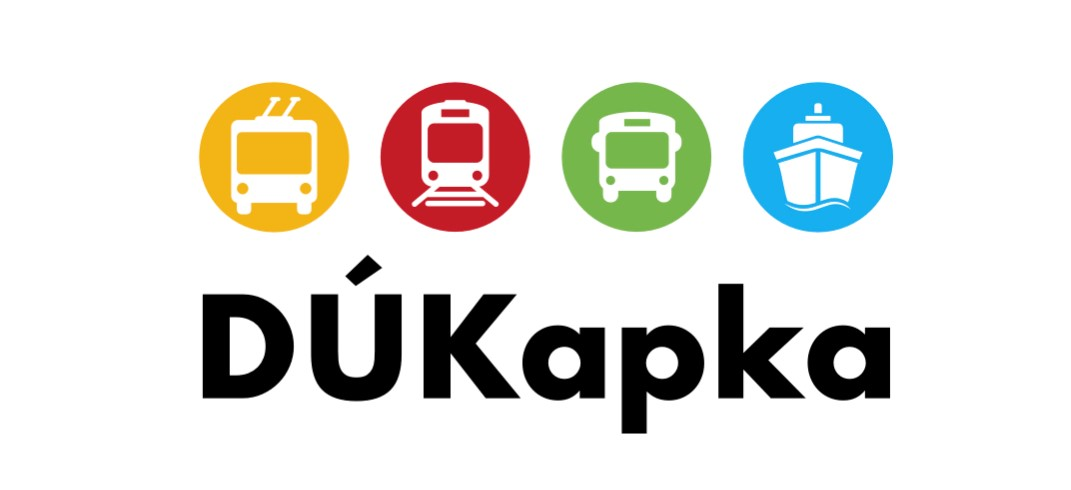
Logo DÚKapka

Aplikaci DÚKapka vyvinula společnost Chaps, s.r.o., která je mj. vývojářem vyhledávače IDOS, aplikace Můj vlak Českých drah nebo aplikace MobilOK. Za vývoj aplikace zaplatil Ústecký kraj 1.920.000 Kč bez DPH.
Aplikace měla být původně v testovacím nultém režimu spuštěna během září 2020, ale v důsledku pandemie covidu-19 bylo spuštění odloženo na leden 2021 a později na březen 2021, kdy byla dne 24. března 2021 spolu s doprovodnou webovou stránkou spuštěna.

## Tarif

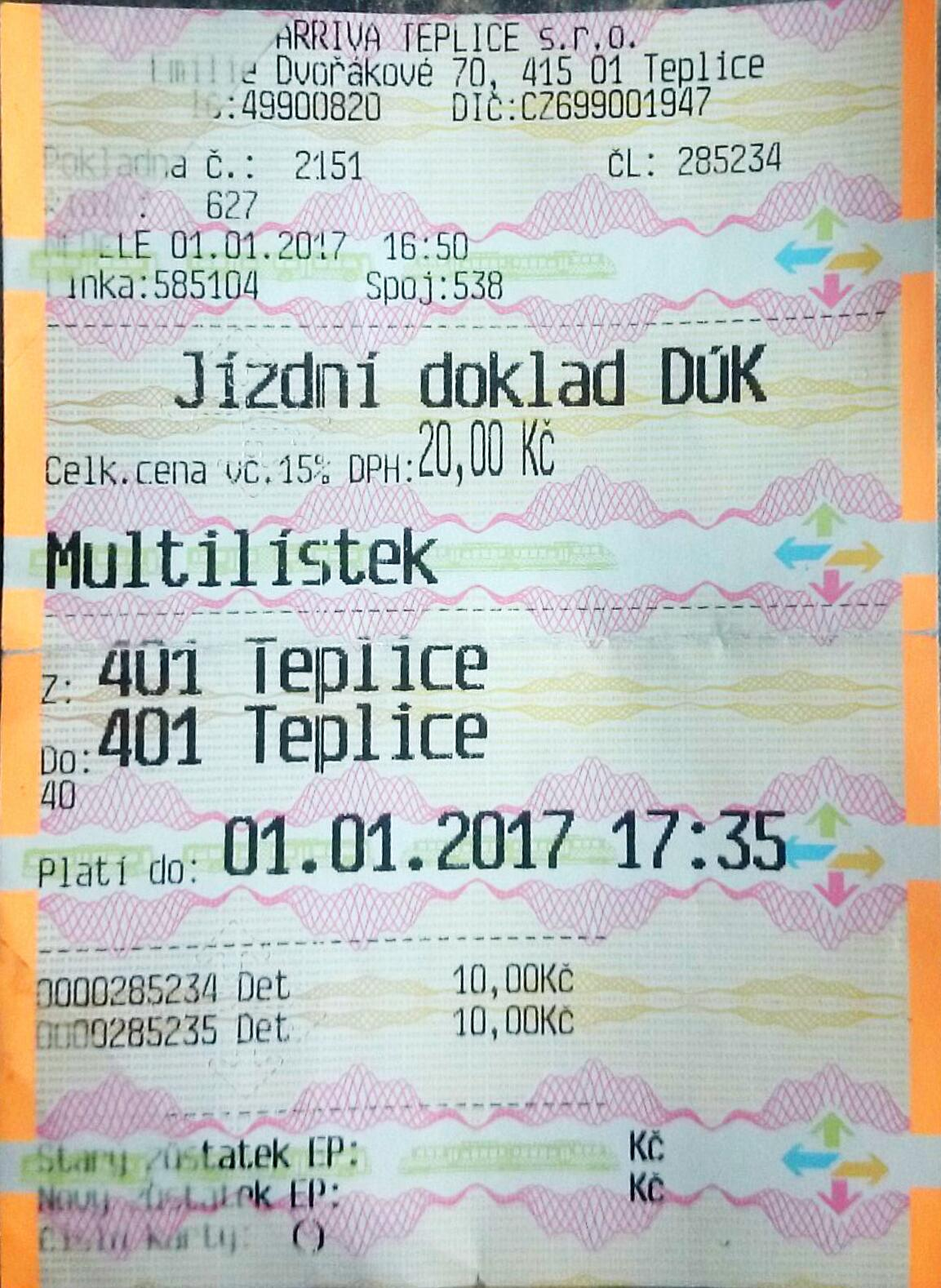
Jízdní doklad DÚK

V rámci systému DÚK platí jednotný tarif, který umožňuje jednoduché cestování prostřednictvím autobusové, železniční, lodní, městské i turistické dopravy. Jízdní doklady do celé sítě DÚK (z jakékoliv zóny do jakékoliv zóny) lze zakoupit u všech dopravců integrovaných do DÚK (na pokladnách, u průvodčích a u řidičů v autobusech).
Tarif je tzv. zónově-relační. Jedna zóna zpravidla vymezuje katastrální území jedné obce. O tom, která zastávka je přiřazena do které zóny, se dozvíte z jízdních řádů, kde je u každé zastávky vyznačeno číslo zóny.
Nezáleží pouze na tom, kolika zónami pojedete, ale také na vzdálenosti těchto zón, tedy odkud a kam. Vzdálenost zón je kvůli spravedlivému posouzení ohodnocen takzvanými tarifními jednicemi, které zpravidla kopírují kilometrickou vzdálenost centrálních zastávek jednotlivých zón. Tarifní jednice si můžete zjistit z Matice tarifních jednic. Pojedete-li z jedné zastávky do jiné zastávky ve stejné zóně, zaplatíte stejné jízdné bez ohledu na skutečnou kilometrickou vzdálenost obou zastávek. Pokud však bude nástupní zastávka v jiné zóně než výstupní, jízdné bude propočteno dle počtu tarifních jednic mezi jednotlivými zónami.

## Integrace železnice
Do DÚK jsou integrovány všechny regionální linky objednávané Ústeckým krajem, od začátku platnosti JŘ 2019/2020 jsou všichni železniční dopravci (kromě die Länderbahn GmbH DLB) plně integrovány - uznávají i elektronické doklady na bázi BČK DÚK.
Integrace je neplatná na trati 089, kde jezdí dopravce die Länderbahn GmbH DLB, který jízdenky DÚK neprodává a uznává pouze již zakoupené papírové jízdenky a 083 v úseku Dolní Žleb až Dolní Poustevna  (Možný pouze průjezd, v úseku Dolní - Žleb - Dolní Poustevna je zakázán výstup/nástup).
Integrované železniční linky osobních vlaků jedoucí převážně po Ústeckém kraji jsou označovány písmenem „U“ a číslem, dále jsou integrovány linky zasahující z území Libereckého kraje označené písmenem „L“ a číslovkou.
Rychlíky jsou označeny standardním „R“ a vlaky EC jsou označeny jako linka „Ex“, ty však nejsou tarifně integrovány.
Integrované železniční linky Ústeckého kraje (integrace pouze v části trasy je uvedena v závorce):

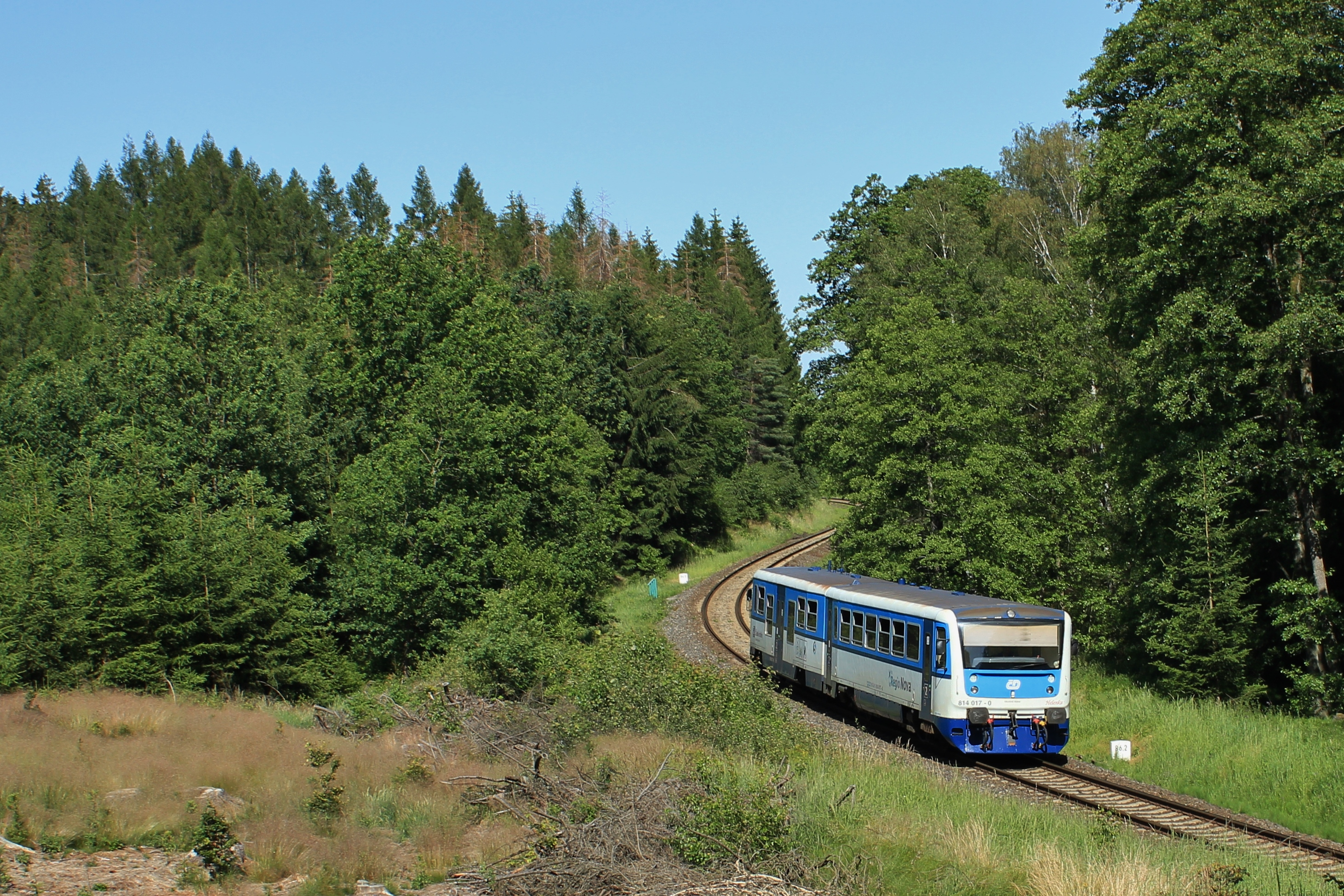
osobní vlak linky U8

- U1 Děčín - Ústí nad Labem - Teplice v Čechách - Bílina - Most - Chomutov - Kadaň-Prunéřov
- U2 Chomutov - Kadaň-Prunéřov - Klášterec nad Ohří - Karlovy Vary (v DÚK pouze po stanici Perštejn)
- U3 Děčín - Ústí nad Labem - Teplice v Čechách - Litvínov
- U4 Ústí nad Labem - Lovosice - Roudnice nad Labem - Praha (v DÚK jen do stanice Kralupy nad Vltavou)
- U5 Ústí nad Labem - Úpořiny - Bílina - Most
- U6 Lovosice - Radejčín - Úpořiny - Teplice v Čechách (Lovosice - Radejčín zavedena NAD)
- U7 Děčín - Velké Březno - Ústí nad Labem-Střekov
- U8 Děčín - Česká Kamenice - Rumburk
- U10 Litoměřice horní nádraží - Lovosice - Třebívlice - Most
- U11 Česká Lípa - Litoměřice horní nádraží - Lovosice - Louny - Postoloprty (v DÚK od stanice Dubičná)
- U12 Osek město - Most - Louny - Rakovník
- U13 Most - Postoloprty - Žatec západ
- U14 Jirkov - Chomutov - Žatec - Lužná u Rakovníka
- U16 Chomutov - Kadaň - Hradec u Kadaně
- U21 Roudnice nad Labem - Bříza obec
- U22 Vraňany - Straškov
- U28 Děčín - Dolní Žleb - Bad Schandau - Sebnitz - Dolní Poustevna - Rumburk (v úseku Dolní Poustevna - Dolní Žleb zakázáno na tarif DÚK vystupovat/nastupovat)
- U32 Ústí nad Labem západ - Litoměřice město - Štětí - Lysá nad Labem (v DÚK jen do stanice Mělník)
- U40 Louny - Slaný (v DÚK jen do stanice Telce)
- U51 Ústí nad Labem - Teplice v Čechách - Bílina - Most - Chomutov - Kadaň-Prunéřov - Klášterec nad Ohří
- U57 Rakovník - Blatno u Jesenice - Žlutice ( v DÚK jen v úseku Blatno u Jesenice - Libkovice)

Ostatní železniční linky na kterých platí tarif DÚK:
- L2 Děčín - Česká Lípa - Liberec (v DÚK jen do stanice Česká Lípa hl. n.)
- L4 Rumburk - Česká Lípa - Ml. Boleslav (v DÚK jen do stanice Jedlová)
- L7 Rybniště/Seifhennersdorf - Varnsdorf - Liberec (v DÚK jen v úseku Rybniště - Varnsdorf a Varnsdorf pivovar Kocour - Varnsdorf)
- R14B Ústí nad Labem - Děčín - Liberec (v DÚK jen do stanice Česká Lípa hl. n.)
- R15 Praha - Ústí nad Labem - Chomutov - Cheb (v DÚK jen v úseku Roudnice n/L - Klášterec n/O)
- R20 Děčín - Ústí nad Labem - Praha ( v DÚK jen do stanice Kralupy nad Vltavou)
- R22 Šluknov - Rumburk - Česká Lípa - Kolín (v DÚK jen do stanice Jedlová)
- R23 Ústí nad Labem - Lysá nad Labem - Kolín (v DÚK jen do stanice Mělník)
- R25 Most - Plzeň (v DÚK jen do stanice Blatno u Jesenice)

## Turistické linky
Na letní sezónu 2022 byly do DÚK zařazeny víkendové železniční turistické linky se samostatnou řadou označení a turistické lodní linky:
- T1 Česká Kamenice – Kamenický Šenov (Kamenický motoráček, nasazen vůz „Hurvínek“ M 131.1) - o prázdninách jede denně
- T2 Krásná Lípa/Rumburk - Panský - Mikulášovice dol.n. {dříve U27} (Vlak národního parku, nasazen vůz 810; jede v 6 a +, o prázdninách jede denně) + Děčín hl.n. - Krásná Lípa - Panský - Mikulášovice dol.n. (Brtnický cyklovlak, nasazena lokomotiva 714; jede v 6 a +)
- T3 Ústí nad Labem – Velké Březno – Zubrnice (Zubrnický motoráček, nasazen vůz „Hurvínek“ M 131.1)
- T4 Lovosice - Chotiměř (Opárenské údolí, nasazen vůz 654 „RegioSprinter“)
- T5 Libochovice – Mšené Lázně – Roudnice nad Labem (Podřipský motoráček, vůz „Kredenc“ M 262.0)
- T6 Kadaň-Prunéřov – Podbořany (Doupovský motoráček, vůz „Orchestrion“ M 152.0)
- T7 Chomutov – Vejprty – Cranzahl {dříve U15} (Vejprtská horská dráha, nasazen motorový vůz 810 nebo jednotka 814; jede v 6 a +)
- T8 Ústí nad Labem / Most – Moldava v Krušných horách {dříve U25} (Moldavská dráha, nasazen motorový vůz 810, na vybrané vlaky jednotka 844; jede celoročně soboty, neděle a svátky, v období od 17. 6. do 30. 8. jede i v x)
- T9 Liberec - Zittau - Varnsdorf - Rybniště - Krásná Lípa - Mikulášovice (V DÚK pouze úsek Varnsdorf - Mikulášovice d.n.)
- T10 Praha - Mladá Boleslav - Česká Lípa - Krásná Lípa - Mikulášovice (Lužickohorský rychlík), nasazena lokomotiva T 478.1 + klasické kupé vozy; jede v 6 a + od 26.3. do 30.10.
- T11 Děčín - Telnice (Podkrušnohorský motoráček), nasazen motorový vůz 810, na vrcholu sezóny 810+Bdtax+810 či 810+Daa-k+810
- T32 autobusová linka Zubrnice, žel.st. - Úštěk, nám. (v původní trase železniční trati Zubrnice - Úštěk horní n., nasazen historický autobus Škoda 706 RTO, jede v soboty, neděle a svátky od 1.7. do 31.8.)
- T91 lodní linka Ústí nad Labem centrum – Brandýs n.L. (lodě „Ústí nad Labem“ a „Porta Bohemica“, na webu kraje uvedena pouze loď „Ústí nad Labem“)
- 902 lodní linka Ústí nad Labem - Bad Schandau

Na turistických železničních linkách (kromě T4, T7 a T9) mají být nasazena historická vozidla. Ústecký kraj objednávku dotuje 10 a půl miliony korun, na linkách platí běžný tarif DÚK. Kromě linek T1, T3 a T32 je možný převoz jízdních kol.
V turistickém režimu s moderními dopravními prostředky je v rámci DÚK provozováno i několik dalších linek:
- RE20 Drážďany - Ústí nad Labem - Litoměřice
- 585 Jirkov - Oberwiesenthal
- 584 Jirkov – Boží Dar
- 435 Česká Kamenice – Schmilka
- 434 Děčín – Jetřichovice – Krásná Lípa

## Integrace v autobusové dopravě
Do tarifu DÚK jsou plně integrovány všechny autobusové linky objednávané Ústeckým krajem. Autobusy mají jednotný zelený nátěr a všechny by měly být bezbariérové a klimatizované.
Pro převzetí dopravy po dopravci TD Bus (BusLine) byl ústeckým krajem založen vlastní dopravce Dopravní společnost Ústeckého kraje, p.o..

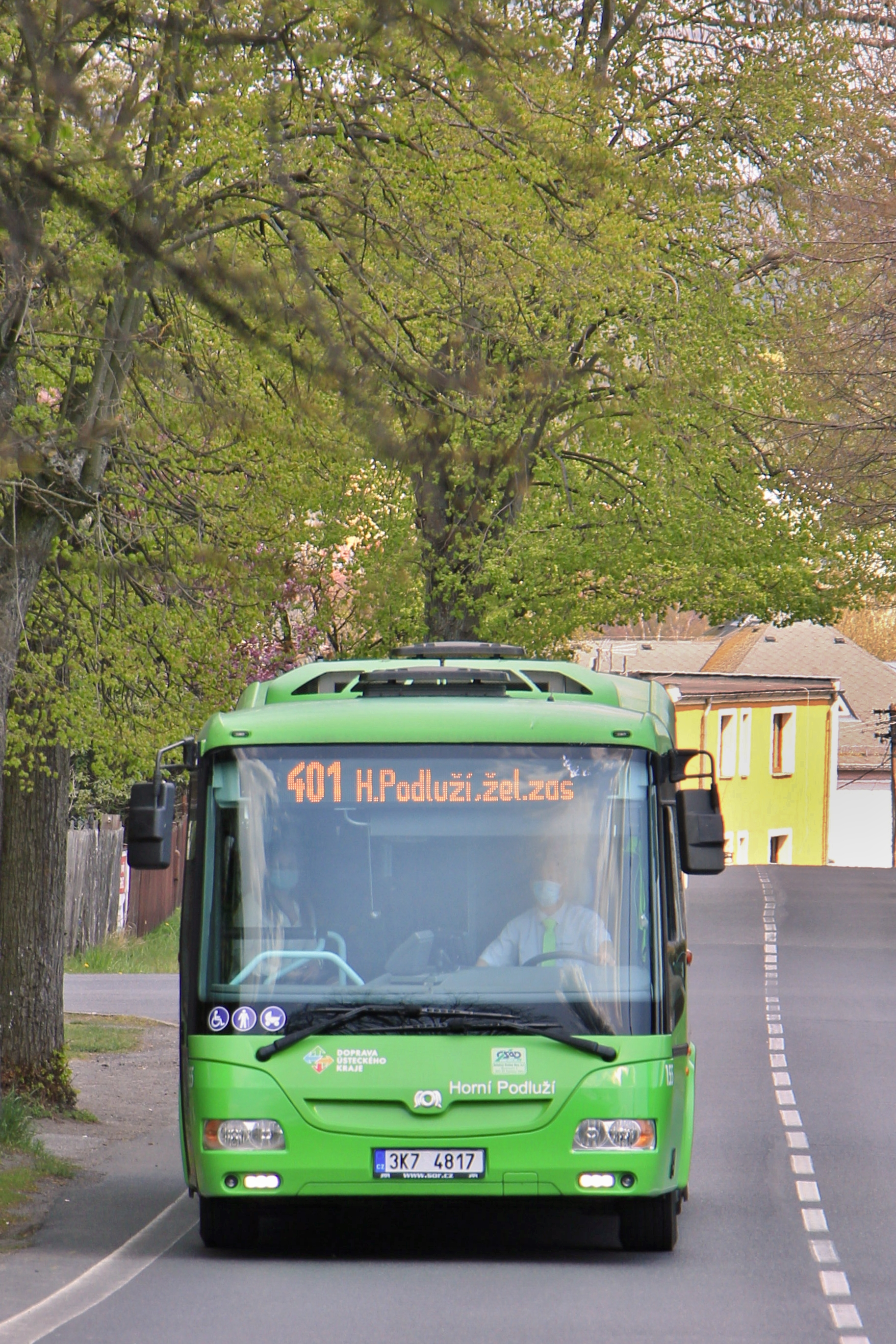
Autobus SOR CN 12 dopravce DÚK

Linky jsou číslovány zpravidla třímístným číslem (poslední tři číslice úplného označené). Čísla jsou zvolena následovně:
- xx – MHD Ústí nad Labem + MHD Most a Litvínov
- 1xx – MHD Teplice
- 2xx – MHD Děčín
- 281 až 283 - MHD Bílina
- 3xx – MHD Chomutov a Jirkov (368 - MHD Roudnice nad Labem)
- 401 až 778 (některá čísla jsou vynechána) – příměstské autobusy
- 801 až 804 – noční linky

(ostatní MHD používají svoje číslování)

Na začátku roku 2025 zbývá integrovat MHD ve městech Kadaň (3 linky), Louny (3 linky), Žatec (2 linky), Duchcov (1 linka) a Štětí (1 linka). V Litoměřicích jezdí MHD zdarma.

## Dopravci v DÚK
V DÚK je integrováno celkem 26 dopravců, z toho 6 pouze částečně. Jsou to následující dopravci:

### Železniční
- České dráhy – majoritní železniční dopravce
- RegioJet ÚK
- Die Länderbahn CZ
- Arriva vlaky
- AŽD Praha
- GW Train Regio

### Autobusoví
- Dopravní společnost Ústeckého kraje – dopravce založený a vlastněný Ústeckým krajem
- AKV Bus
- Doprava Teplice
- ČSAD Česká Lípa (jen částečně – v rámci mezikrajské integrace DÚK/PID)
- ČSAD Střední Čechy (jen částečně – v rámci mezikrajské integrace DÚK/PID)
- Transdev Střední Čechy (jen částečně – v rámci mezikrajské integrace DÚK/PID)
- ČSAD MHD Kladno (jen částečně – v rámci mezikrajské integrace DÚK/PID)
- STENBUS (jen částečně – v rámci mezikrajské integrace DÚK/PID)
- Regionalverkehr Sächsische Schweiz-Osterzgebirge GmbH (RVSOE) (jen částečně – v rámci mezinárodní integrace DÚK/VVO)
- UMBRELLA CITY LINES
- čsad slaný

### MHD
- Arriva City (MHD Bílina a MHD Roudnice nad Labem)
- Městská Doprava Teplice
- Dopravní podnik města Děčína
- Dopravní podnik města Ústí nad Labem
- Dopravní podnik měst Chomutova a Jirkova
- Dopravní podnik měst Mostu a Litvínova (jen částečně)

### Turistické linky
- KŽC Doprava
- MBM rail
- Railway Capital
- Labská plavební
- Pražské Benátky

(také České dráhy a GW Train Regio)